# Sylvesterorden
Sankt Sylvesterorden Provins Jamtland. Militärt ordenssällskap i Östersund grundat år 1989. S:t SO Pr J har sju grader och medlemmarna, både systrar och bröder, tillhör en av ordens fem "kårer":
- Jämtlands fältartilleristat, JFS
- Jämtlands fältjägarecorps, JFC
- Frösö flygkår, FFK
- Östersunds armétekniska kår, ÖAK
- Jämtlands trängcorps, JTC

## Ordens grader
Lärling, Väpnare, Riddare av 2:a graden, Riddare av 1:a graden, Kommendör av 2:a klassen, Kommendör av 1:a klassen och Högsta provinsgraden.

## Övrigt
Det finns även en påvlig Sankt Sylvesterorden.